# Catecismo Menor de Westminster

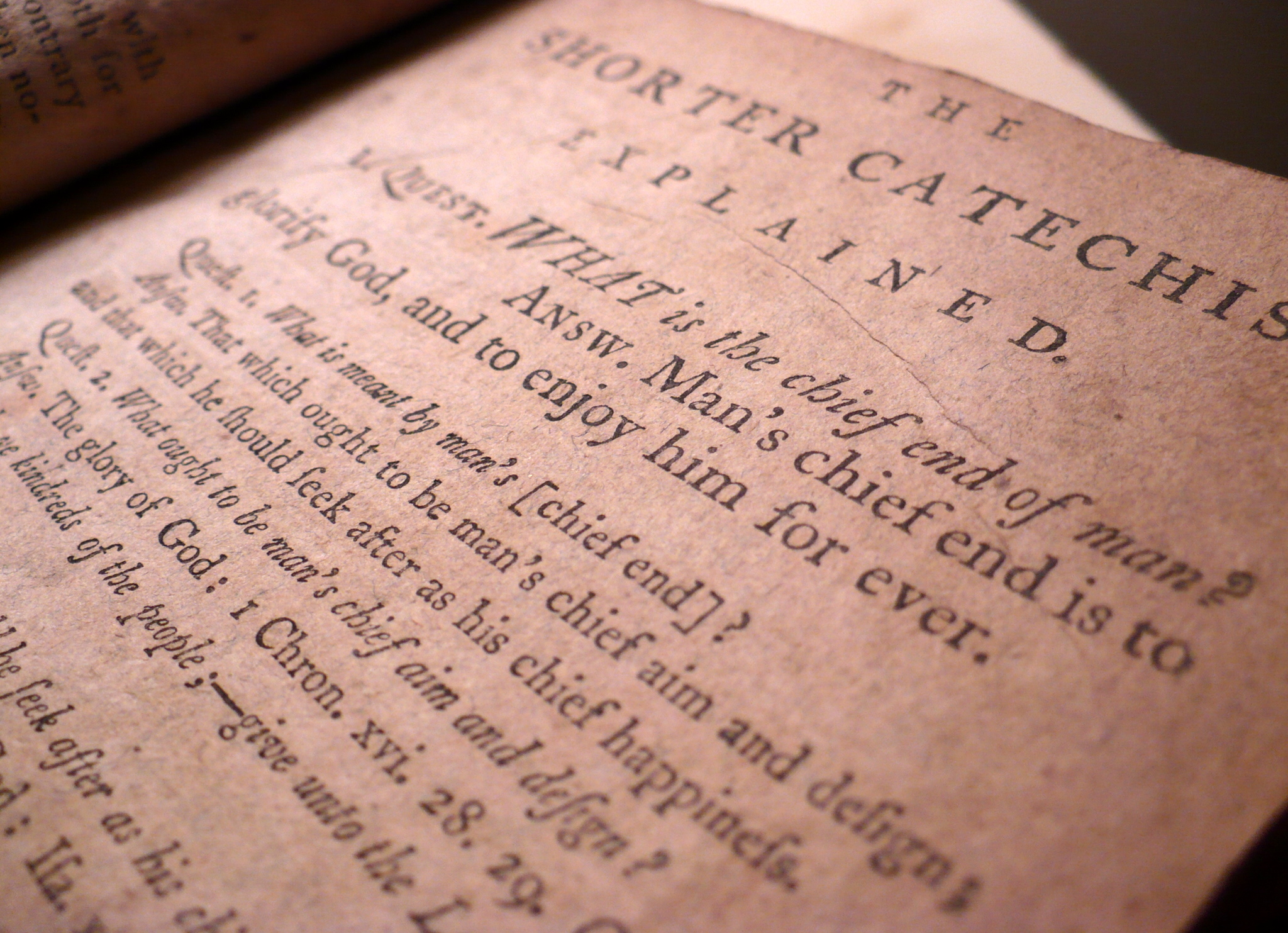
Primera página de la 9.ª edición del Catecismo Menor de Westminster (1785)

El Catecismo Menor de Westminster fue formulado por teólogos ingleses y escoceses de la Asamblea de Westminster, en el siglo XVII. Es un catecismo resumido, de orientación calvinista, compuesto de 107 puntos. Junto a la Confesión de fe de Westminster y del Catecismo Mayor de Westminster, compone los símbolos de fe de las iglesias presbiterianas alrededor del mundo. Originalmente elaborado para enseñanza a los niños, presentando un contenido de gran valor, aplicable a adultos.  Presenta una sistematización de doctrinas bíblicas según esta tradición teológica.